# Кунов, Генрих
Генрих Кунов (нем. Heinrich Cunow, 11 апреля 1862, Шверин — 26 августа 1936, Берлин) — немецкий историк, социолог, этнограф, публицист; один из теоретиков германской социал-демократии.

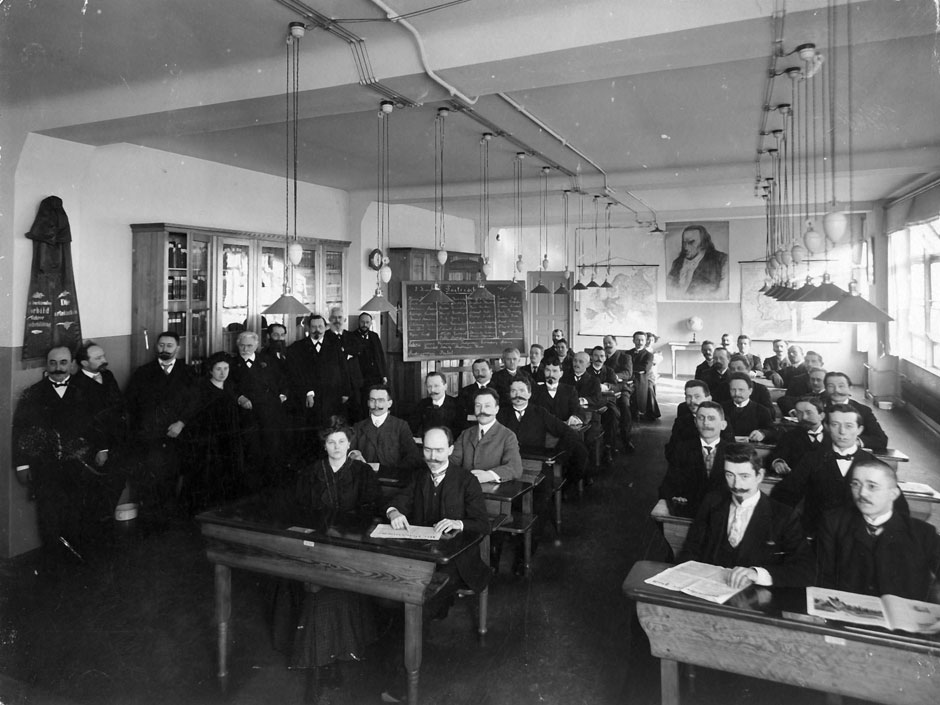
Партийная школа Социал-демократической партии Германии, 1907
Преподаватели, стоящие справа, слева направо: Хьюго Гейнеманн, Шульц, Генрих (политик), Курт Розенфельд, Роза Люксембург, Август Бебель, Штадтгаген, Артур, Генрих Кунов, Франц Меринг, Эммануэль Вурм.
Среди студентов: левый ряд, слева во втором ряду — Вильгельм Пик, правый ряд, третий ряд слева — Фридрих Эберт.

## Биография
Вырос в небогатой семье рабочего сцены. Учился в Ганновере. Работал бухгалтером на фабрике обоев. Примкнул к социал-демократическому движению, самостоятельно изучал марксизм, а также философию Канта и Гегеля. Начал сотрудничать в социал-демократической печати. С 1898 года был одним из редакторов социал-демократического теоретического журнала Die Neue Zeit, издававшегося Карлом Каутским. Одновременно с 1902 года редактор главного органа немецких социал-демократов — газеты Vorwärts, где он вместе с Генрихом Штрёбелем считался представителем левых антиревизионистов и выступал против Курта Эйснера.
После начала Первой мировой войны сначала выступал против военных кредитов, но уже с октября 1914 года стал «социал-шовинистом», то есть выступал с позиций защиты своего отечества. После войны оставался на крайне правых позициях в социал-демократии.
В 1917 году сменил на должности главного редактора Die Neue Zeit центриста Карла Каутского и занимал ее шесть лет. В 1919—1930 годах профессор Берлинского университета, в 1919—1924 годах директор Музея народоведения.
В 1933 году, после прихода к власти нацистской партии, Кунов потерял пенсию, его сочинения были публично сожжены. 20 августа 1936 года он умер обедневшим и забытым в Берлине.

## Труды
Автор многочисленных работ по истории первобытного общества, эклектически сочетавших некоторые положения марксизма с теориями, заимствованными из этнографии «экономического направления».
Работа Кунова «Теологическая или этнологическая история религии?» („Theologische oder ethnologische Religionsgeschichte?“; 1910) была переработана И. И. Скворцовым-Степановым и издана на русском языке под названием «Происхождение нашего бога» (1919, новое издание 1958). Труд Кунова о Великой французской революции (1908) в русском переводе вышел под названием «Борьба классов и партий в Великой французской революции 1789—1794 гг.», 3 изд., 1923).
В более поздних работах предпринял попытку ревизии положений марксизма. История в трактовке Кунова — это процесс постепенных социальных изменений, в которых «политические революции» будто бы не играют существенной роли. Социология в работах Кунова сближается с позитивистской эволюционной теорией, соединённой с экономическим материализмом. Главный философский труд Кунова «Марксова теория исторического процесса общества и государства» („Die Marxsche Geschichts-, Gesellschafts- und Staatstheorie“, т. 1—2, 1920—1921, русский перевод 2-го тома 1930) направлен против учения о пролетарской революции и диктатуре пролетариата.
В 4-томном исследовании «История хозяйства» (1926—1931, русский перевод 1-го тома — «Хозяйство первобытных и полукультурных народов», 1929) Кунов полностью игнорирует понятие социально-экономической формации.
Посмертно вышло исследование о государстве инков („Geschichte und Kultur des Inkareichs“, 1937).

## Сочинения
- Социология и этнология, СПБ, 1905;
- О происхождении брака и семьи, М., 1923;
- Очерки по истории первобытной культуры, ч. 1, Минск, 1923 (соавтор);
- Возникновение религии и веры в бога, 4 изд., М. — Л., 1925;
- Первобытный коммунизм, X., 1926.
- Борьба классов и партий в Великой французской революции / перевод с нем. И.Степанова (М.-Пг.: государственное издательство. 1923)
- Политические кофейни: парижские силуэты времен Великой французской революции / перевод с нем. (Л.: Прибой. 1926)
- Французская пресса в первые годы Великой революции / перевод с нем. (Петроград: государственное издательство. 1919)